# Major League Soccer 2018
Major League Soccer 2018 a fost cel de-al 23-lea sezon al ligii profesioniste nord-americane de fotbal ce a inclus 23 de cluburi în total (20 cu sediul în Statele Unite ale Americii, 3 cu sediul în Canada). Sezonul regulat a început la 3 martie și s-a încheiat pe 28 octombrie. Play-off-ul a început pe 31 octombrie și s-a încheiat pe 8 decembrie.
Un singur club s-a alăturat ligii: Los Angeles FC.
Campioana en-titre, deținătoarea Cupei MLS și al MLS Supporters' Shield era echipa Toronto FC.

## Stadioane și orașe
| AtlantaFireRapidsCrew SCD.C. UnitedFC DallasDynamoLAFCGalaxyMinnesotaImpactRevolutionNYCFCRed BullsOrlando CityUnionTimbersReal Salt LakeEarthquakesSounders FCSporting KCToronto FCWhitecaps FC Localizarea echipelor pentru sezonul 2016 al MLS · Conferința de Est; Conferința de Vest | AtlantaFireRapidsCrew SCD.C. UnitedFC DallasDynamoLAFCGalaxyMinnesotaImpactRevolutionNYCFCRed BullsOrlando CityUnionTimbersReal Salt LakeEarthquakesSounders FCSporting KCToronto FCWhitecaps FC Localizarea echipelor pentru sezonul 2016 al MLS · Conferința de Est; Conferința de Vest |
| --- | --- |

| Chicago Fire          | Colorado Rapids            | Columbus Crew         | D.C. United            | FC Dallas              |
| --------------------- | -------------------------- | --------------------- | ---------------------- | ---------------------- |
| Toyota Park           | Dick's Sporting Goods Park | Mapfre Stadium        | Audi Field             | Toyota Stadium         |
| Capacitate: 20.000    | Capacitate: 18.000         | Capacitate: 20.145    | Capacitate: 20.000     | Capacitate: 20.500     |
|                       |                            |                       |                        |                        |
| Houston Dynamo        | LA Galaxy                  | Montreal Impact       | New England Revolution | New York City FC       |
| BBVA Compass Stadium  | StubHub Center             | Saputo Stadium        | Gillette Stadium       | Yankee Stadium         |
| Capacitate: 22.000    | Capacitate: 27.000         | Capacitate: 20.801    | Capacitate: 22.385     | Capacitate: 33.444     |
|                       |                            |                       |                        |                        |
| New York Red Bulls    | Orlando City SC            | Philadelphia Union    | Portland Timbers       | Real Salt Lake         |
| Red Bull Arena        | Orlando City Stadium       | Talen Energy Stadium  | Providence Park        | Rio Tinto Stadium      |
| Capacitate: 25.000    | Capacitate: 23.000         | Capacitate: 18.500    | Capacitate: 22.000     | Capacitate: 20.000     |
|                       |                            |                       |                        |                        |
| San Jose Earthquakes  | Seattle Sounders FC        | Sporting Kansas City  | Toronto FC             | Vancouver Whitecaps FC |
| Avaya Stadium         | CenturyLink Field          | Children's Mercy Park | BMO Field              | BC Place               |
| Capacitate: 18.000    | Capacitate: 39.115         | Capacitate: 18.500    | Capacitate: 30.991     | Capacitate: 21.000     |
|                       |                            |                       |                        |                        |
| Atlanta United FC     | Minnesota United FC        |                       |                        |                        |
| Mercedes-Benz Stadium | TCF Bank Stadium           |                       |                        |                        |
| Capacitate: 40.000    | Capacitate: 50.805         |                       |                        |                        |
|                       |                            |                       |                        |                        |

## Clasamente

### Conferința de Est
| Loc | Echipă                 | MJ | V  | E  | Î  | GM | GP | G   | P  | Calificare               |
| --- | ---------------------- | -- | -- | -- | -- | -- | -- | --- | -- | ------------------------ |
| 1   | New York Red Bulls     | 34 | 22 | 5  | 7  | 62 | 33 | +29 | 71 | Semifinale pe Conferință |
| 2   | Atlanta United FC      | 34 | 21 | 6  | 7  | 70 | 44 | +26 | 69 | Semifinale pe Conferință |
| 3   | New York City FC       | 34 | 16 | 8  | 10 | 59 | 45 | +14 | 56 | Runda eliminatorie       |
| 4   | D.C. United            | 34 | 14 | 9  | 11 | 60 | 50 | +10 | 51 | Runda eliminatorie       |
| 5   | Columbus Crew SC       | 34 | 14 | 9  | 11 | 43 | 45 | -2  | 51 | Runda eliminatorie       |
| 6   | Philadelphia Union     | 34 | 15 | 5  | 14 | 49 | 50 | -1  | 50 | Runda eliminatorie       |
| 7   | Montreal Impact        | 34 | 14 | 4  | 16 | 47 | 53 | -6  | 46 |                          |
| 8   | New England Revolution | 34 | 10 | 11 | 13 | 49 | 55 | -6  | 41 |                          |
| 9   | Toronto FC             | 34 | 10 | 6  | 18 | 59 | 64 | -5  | 36 |                          |
| 10  | Chicago Fire           | 34 | 8  | 8  | 18 | 48 | 61 | -13 | 32 |                          |
| 11  | Orlando City           | 34 | 8  | 4  | 22 | 43 | 74 | -31 | 28 |                          |

### Conferința de Vest
| Loc | Echipă                 | MJ | V  | E | Î  | GM | GP | G   | P  | Calificare               |
| --- | ---------------------- | -- | -- | - | -- | -- | -- | --- | -- | ------------------------ |
| 1   | Sporting Kansas City   | 34 | 18 | 8 | 8  | 65 | 40 | +25 | 62 | Semifinale pe Conferință |
| 2   | Seattle Sounders FC    | 34 | 18 | 5 | 11 | 52 | 37 | +15 | 59 | Semifinale pe Conferință |
| 3   | Los Angeles FC         | 34 | 16 | 9 | 9  | 68 | 52 | +16 | 57 | Runda eliminatorie       |
| 4   | FC Dallas              | 34 | 16 | 9 | 9  | 52 | 44 | +8  | 57 | Runda eliminatorie       |
| 5   | Portland Timbers       | 34 | 15 | 9 | 10 | 54 | 48 | +6  | 54 | Runda eliminatorie       |
| 6   | Real Salt Lake         | 34 | 14 | 7 | 13 | 55 | 58 | -3  | 49 | Runda eliminatorie       |
| 7   | LA Galaxy              | 34 | 13 | 9 | 12 | 66 | 64 | +2  | 48 |                          |
| 8   | Vancouver Whitecaps FC | 34 | 13 | 8 | 13 | 54 | 67 | -13 | 47 |                          |
| 9   | Houston Dynamo         | 34 | 10 | 8 | 16 | 58 | 58 | 0   | 38 |                          |
| 10  | Minnesota United FC    | 34 | 11 | 3 | 20 | 49 | 71 | -22 | 36 |                          |
| 11  | Colorado Rapids        | 34 | 8  | 7 | 19 | 36 | 63 | -27 | 31 |                          |
| 12  | San Jose Earthquakes   | 34 | 4  | 9 | 21 | 49 | 71 | -22 | 21 |                          |

## Play-off MLS Cup
|  |                                       |                                       |                                       |    |                      |                            |                            |                            |                            |                            |             |             |                        |                        |                        |                        |                        |  |  |          |          |          |
|  | Runda eliminatorie                    | Runda eliminatorie                    | Runda eliminatorie                    |    |                      | Semifinalele pe Conferințe | Semifinalele pe Conferințe | Semifinalele pe Conferințe | Semifinalele pe Conferințe | Semifinalele pe Conferințe |             |             | Finalele pe Conferințe | Finalele pe Conferințe | Finalele pe Conferințe | Finalele pe Conferințe | Finalele pe Conferințe |  |  | Cupa MLS | Cupa MLS | Cupa MLS |
|  | 31 octombrie – Bronx, New York        |                                       |                                       |    |                      |                            |                            |                            |                            |                            |             |             |                        |                        |                        |                        |                        |  |  |          |          |          |
|  |                                       |                                       |                                       |    |                      |                            |                            |                            |                            |                            |             |             |                        |                        |                        |                        |                        |  |  |          |          |          |
|  |                                       |                                       |                                       |    |                      |                            |                            |                            |                            |                            |             |             |                        |                        |                        |                        |                        |  |  |          |          |          |
|  |                                       |                                       |                                       |    |                      |                            |                            |                            |                            |                            |             |             |                        |                        |                        |                        |                        |  |  |          |          |          |
|  | E3                                    | New York City FC                      | 3                                     |    |                      |                            |                            |                            |                            |                            |             |             |                        |                        |                        |                        |                        |  |  |          |          |          |
|  | E3                                    | New York City FC                      | 3                                     | E3 | New York City FC     | 0                          | 1                          | 1                          |                            |                            |             |             |                        |                        |                        |                        |                        |  |  |          |          |          |
|  | E6                                    | Philadelphia Union                    | 1                                     | E3 | New York City FC     | 0                          | 1                          | 1                          |                            |                            |             |             |                        |                        |                        |                        |                        |  |  |          |          |          |
|  | E6                                    | Philadelphia Union                    | 1                                     | E2 | Atlanta United FC    | 1                          | 3                          | 4                          |                            |                            |             |             |                        |                        |                        |                        |                        |  |  |          |          |          |
|  |                                       |                                       |                                       | E2 | Atlanta United FC    | 1                          | 3                          | 4                          |                            |                            |             |             |                        |                        |                        |                        |                        |  |  |          |          |          |
|  | Conferința de Est                     |                                       |                                       |    |                      |                            |                            |                            |                            |                            |             |             |                        |                        |                        |                        |                        |  |  |          |          |          |
|  | 1 noiembrie – Washington, D.C.        | 1 noiembrie – Washington, D.C.        | 1 noiembrie – Washington, D.C.        | E2 | Atlanta United FC    | 3                          | 0                          | 3                          |                            |                            |             |             |                        |                        |                        |                        |                        |  |  |          |          |          |
|  | 1 noiembrie – Washington, D.C.        | 1 noiembrie – Washington, D.C.        | 1 noiembrie – Washington, D.C.        | E2 | Atlanta United FC    | 3                          | 0                          | 3                          |                            |                            |             |             |                        |                        |                        |                        |                        |  |  |          |          |          |
|  | 1 noiembrie – Washington, D.C.        | 1 noiembrie – Washington, D.C.        | 1 noiembrie – Washington, D.C.        |    | E1                   | New York Red Bulls         | 0                          | 1                          | 1                          |                            |             |             |                        |                        |                        |                        |                        |  |  |          |          |          |
|  | 1 noiembrie – Washington, D.C.        | 1 noiembrie – Washington, D.C.        | 1 noiembrie – Washington, D.C.        |    | E1                   | New York Red Bulls         | 0                          | 1                          | 1                          |                            |             |             |                        |                        |                        |                        |                        |  |  |          |          |          |
|  | E4                                    | D.C. United                           | 0 (2)                                 |    |                      |                            |                            |                            |                            |                            |             |             |                        |                        |                        |                        |                        |  |  |          |          |          |
|  | E4                                    | D.C. United                           | 0 (2)                                 | E5 | Columbus Crew SC     | 1                          | 0                          | 1                          |                            |                            |             |             |                        |                        |                        |                        |                        |  |  |          |          |          |
|  | E5                                    | Columbus Crew SC (11m)                | 2 (3)                                 | E5 | Columbus Crew SC     | 1                          | 0                          | 1                          |                            |                            | 8 decembrie | 8 decembrie | 8 decembrie            |                        |                        |                        |                        |  |  |          |          |          |
|  | E5                                    | Columbus Crew SC (11m)                | 2 (3)                                 | E1 | New York Red Bulls   | 0                          | 3                          | 3                          |                            |                            | 8 decembrie | 8 decembrie | 8 decembrie            |                        |                        |                        |                        |  |  |          |          |          |
|  |                                       |                                       |                                       | E1 | New York Red Bulls   | 0                          | 3                          | 3                          |                            |                            |             |             |                        |                        |                        |                        |                        |  |  |          |          |          |
|  |                                       |                                       |                                       |    |                      |                            |                            |                            |                            |                            |             |             |                        |                        |                        |                        |                        |  |  |          |          |          |
|  | 31 octombrie – Frisco, Texas          | 31 octombrie – Frisco, Texas          | 31 octombrie – Frisco, Texas          | E2 | Atlanta United FC    | 2                          |                            |                            |                            |                            |             |             |                        |                        |                        |                        |                        |  |  |          |          |          |
|  | 31 octombrie – Frisco, Texas          | 31 octombrie – Frisco, Texas          | 31 octombrie – Frisco, Texas          | E2 | Atlanta United FC    | 2                          |                            |                            |                            |                            |             |             |                        |                        |                        |                        |                        |  |  |          |          |          |
|  | 31 octombrie – Frisco, Texas          | 31 octombrie – Frisco, Texas          | 31 octombrie – Frisco, Texas          |    | V5                   | Portland Timbers           | 0                          |                            |                            |                            |             |             |                        |                        |                        |                        |                        |  |  |          |          |          |
|  | 31 octombrie – Frisco, Texas          | 31 octombrie – Frisco, Texas          | 31 octombrie – Frisco, Texas          |    | V5                   | Portland Timbers           | 0                          |                            |                            |                            |             |             |                        |                        |                        |                        |                        |  |  |          |          |          |
|  | V4                                    | FC Dallas                             | 1                                     |    |                      |                            |                            |                            |                            |                            |             |             |                        |                        |                        |                        |                        |  |  |          |          |          |
|  | V4                                    | FC Dallas                             | 1                                     | V5 | Portland Timbers     | 2                          | 2                          | 4                          |                            |                            |             |             |                        |                        |                        |                        |                        |  |  |          |          |          |
|  | V5                                    | Portland Timbers                      | 2                                     | V5 | Portland Timbers     | 2                          | 2                          | 4                          |                            |                            |             |             |                        |                        |                        |                        |                        |  |  |          |          |          |
|  | V5                                    | Portland Timbers                      | 2                                     | V2 | Seattle Sounders FC  | 1                          | 3                          | 4                          |                            |                            |             |             |                        |                        |                        |                        |                        |  |  |          |          |          |
|  |                                       |                                       |                                       | V2 | Seattle Sounders FC  | 1                          | 3                          | 4                          |                            |                            |             |             |                        |                        |                        |                        |                        |  |  |          |          |          |
|  | Conferința de Vest                    |                                       |                                       |    |                      |                            |                            |                            |                            |                            |             |             |                        |                        |                        |                        |                        |  |  |          |          |          |
|  | 1 noiembrie – Los Angeles, California | 1 noiembrie – Los Angeles, California | 1 noiembrie – Los Angeles, California | V5 | Portland Timbers     | 0                          | 3                          | 3                          |                            |                            |             |             |                        |                        |                        |                        |                        |  |  |          |          |          |
|  | 1 noiembrie – Los Angeles, California | 1 noiembrie – Los Angeles, California | 1 noiembrie – Los Angeles, California | V5 | Portland Timbers     | 0                          | 3                          | 3                          |                            |                            |             |             |                        |                        |                        |                        |                        |  |  |          |          |          |
|  | 1 noiembrie – Los Angeles, California | 1 noiembrie – Los Angeles, California | 1 noiembrie – Los Angeles, California |    | V1                   | Sporting Kansas City       | 0                          | 2                          | 2                          |                            |             |             |                        |                        |                        |                        |                        |  |  |          |          |          |
|  | 1 noiembrie – Los Angeles, California | 1 noiembrie – Los Angeles, California | 1 noiembrie – Los Angeles, California |    | V1                   | Sporting Kansas City       | 0                          | 2                          | 2                          |                            |             |             |                        |                        |                        |                        |                        |  |  |          |          |          |
|  | V3                                    | Los Angeles FC                        | 2                                     |    |                      |                            |                            |                            |                            |                            |             |             |                        |                        |                        |                        |                        |  |  |          |          |          |
|  | V3                                    | Los Angeles FC                        | 2                                     | V6 | Real Salt Lake       | 1                          | 2                          | 2                          |                            |                            |             |             |                        |                        |                        |                        |                        |  |  |          |          |          |
|  | V6                                    | Real Salt Lake                        | 3                                     | V6 | Real Salt Lake       | 1                          | 2                          | 2                          |                            |                            |             |             |                        |                        |                        |                        |                        |  |  |          |          |          |
|  | V6                                    | Real Salt Lake                        | 3                                     | V1 | Sporting Kansas City | 1                          | 4                          | 5                          |                            |                            |             |             |                        |                        |                        |                        |                        |  |  |          |          |          |
|  |                                       |                                       |                                       | V1 | Sporting Kansas City | 1                          | 4                          | 5                          |                            |                            |             |             |                        |                        |                        |                        |                        |  |  |          |          |          |

## Statistici
| Loc | Jucător                 | Club                | Goluri |
| --- | ----------------------- | ------------------- | ------ |
| 1   | Josef Martínez          | Atlanta United      | 31     |
| 2   | Zlatan Ibrahimović      | LA Galaxy           | 22     |
| 3   | Bradley Wright-Phillips | New York Red Bulls  | 20     |
| 4   | Mauro Manotas           | Houston Dynamo      | 19     |
| 4   | Gyasi Zardes            | Columbus Crew       | 19     |
| 6   | Ignacio Piatti          | Montreal Impact     | 16     |
| 7   | Nemanja Nikolić         | Chicago Fire        | 15     |
| 8   | Kei Kamara              | Vancouver Whitecaps | 14     |
| 8   | Ola Kamara              | LA Galaxy           | 14     |
| 8   | Carlos Vela             | Los Angeles FC      | 14     |
| 8   | David Villa             | New York City FC    | 14     |

| Loc | Jucător                  | Club               | Pase |
| --- | ------------------------ | ------------------ | ---- |
| 1   | Bořek Dočkal             | Philadelphia Union | 18   |
| 2   | Luciano Acosta           | D.C. United        | 17   |
| 3   | Nicolás Lodeiro          | Seattle Sounders   | 16   |
| 3   | Maximiliano Moralez      | New York City FC   | 16   |
| 5   | Sebastian Giovinco       | Toronto FC         | 15   |
| 5   | Darwin Quintero          | Minnesota United   | 15   |
| 7   | Miguel Almirón           | Atlanta United     | 14   |
| 7   | Julian Gressel           | Atlanta United     | 14   |
| 7   | Alejandro Romero Gamarra | New York Red Bulls | 14   |
| 10  | Tomás Martínez           | Houston Dynamo     | 13   |
| 10  | Ignacio Piatti           | Montreal Impact    | 13   |
| 10  | Carlos Vela              | Los Angeles FC     | 13   |

| Luna       | Jucător          | Echipa               | Statistici                        | Detalii |
| ---------- | ---------------- | -------------------- | --------------------------------- | ------- |
| Martie     | Felipe Gutiérrez | Sporting Kansas City | 5 goluri                          | [ 1 ]   |
| Aprilie    | Miguel Almirón   | Atlanta United FC    | 5 goluri, 2 pase decisive         | [ 2 ]   |
| Mai        | Zack Steffen     | Columbus Crew SC     | 0 goluri primite                  | [ 3 ]   |
| Iunie      | Adama Diomande   | Los Angeles FC       | 7 goluri marcate                  | [ 4 ]   |
| Iulie      | Josef Martínez   | Atlanta United       | 9 goluri marcate, 1 pasă decisivă | [ 5 ]   |
| August     | Josef Martínez   | Atlanta United       | 4 goluri marcate, 1 pasă decisivă | [ 6 ]   |
| Septembrie | Luciano Acosta   | D.C. United          | 4 goluri marcate, 6 pase de gol   | [ 7 ]   |
| Octombrie  | Wayne Rooney     | D.C. United          | 5 goluri marcate                  | [ 8 ]   |

| Echipa săptămânii | Echipa săptămânii  | Echipa săptămânii                                               | Echipa săptămânii                                                      | Echipa săptămânii                                | Echipa săptămânii                                                                                         | Echipa săptămânii       | Echipa săptămânii |
| Săptămâna         | Portar             | Fundași                                                         | Mijlocași                                                              | Atacanți                                         | Rezerve                                                                                                   | Antrenor                | Detalii           |
| ----------------- | ------------------ | --------------------------------------------------------------- | ---------------------------------------------------------------------- | ------------------------------------------------ | --- | ----------------------- | ----------------- |
| 1                 | Miller (LAFC)      | Valenzuela (CLB) Elliott (PHI) Senderos (HOU) Abubakar (CLB)    | Davies (VAN) Higuaín (CLB) Meram (ORL) Medina (NYC)                    | Elis (HOU) Hoesen (SJ)                           | Rimando (RSL) Bedoya (PHI) Ciman (LAFC) Qazaishvili (SJ) Sapong (PHI) Spector (ORL) O. Kamara (LAG)       | Wilmer Cabrera (HOU)    | [ 9 ]             |
| 2                 | Turner (NER)       | Tierney (NER) Escobar (NYRB) Tinnerholm (NYC)                   | Medina (NYC) Gutiérrez (SKC) Finlay (MIN) Gressel (ATL)                | Rossi (LAFC) K. Kamara (VAN) Vela (LAFC)         | Marinovic (VAN) Beitashour (LAFC) Davis (NYRB) Almirón (ATL Sallói (SKC) Rivas (NYRB) Zardes (CLB)        | Bob Bradley (LAFC)      | [ 10 ]            |
| 3                 | Rimando (RSL)      | Fanni (MTL) Elliott (PHI) Zusi (SKC)                            | Piatti (MTL) Lamah (DAL) Diaz (DAL) Taïder (MTL) Moralez (NYC)         | Martínez (ATL) Elis (HOU)                        | Bush (MTL) Beasley (HOU) Gutiérrez (SKC) Gressel (ATL) Medina (NYC) Nicholson (MIN) Acosta (DC)           | Patrick Vieira (NYC)    | [ 11 ]            |
| 4                 | Howard (COL)       | Valenzuela (CLB) Steres (LAG) Tuiloma (POR)                     | Penilla (NER) Muyl (RBNY) Gutiérrez (SKC) Higuaín (CLB) Martínez (CLB) | Wright-Phillips (RBNY) Tajouri-Shradi (NYC)      | Johnson (NYC) Aja (VAN) Long (RBNY) Duncan (RBNY) Hayes (DAL) Caldwell (NER) Santos (CLB)                 | Gregg Berhalter (CLB)   | [ 12 ]            |
| 5                 | Johnson (NYC)      | Opara (SKC) Parkhurst (ATL) Wynne (COL)                         | Vela (LAFC) Ilie (SKC) Schweinsteiger (CHI) Penilla (NER)              | Badji (COL) Ibrahimović (LAG) Altidore (TOR)     | Turner (NER) Van der Wiel (TOR) Tinnerholm (NYC) Felipe (VAN) Kljestan (ORL) Blanco (POR) Dwyer (ORL)     | Jason Kreis (ORL)       | [ 13 ]            |
| 6                 | Melia (SKC)        | Lennon (RSL) Parkhurst (ATL) Schweinsteiger (CHI) Farrell (NER) | Gressel (ATL) Zahibo (NER) Bedoya (PHI) Fagúndez (NER)                 | Russell (SKC) Dwyer (ORL)                        | Tarbell (SJ) Opara (SKC) Almirón (ATL) Blanco (POR) Eriksson (SJ) Picault (PHI) Nikolić (CHI)             | Gerardo Martino (ATL)   | [ 14 ]            |
| 7                 | Clark (DC)         | Cole (LAG) Chanot (NYC) Powell (POR)                            | Martínez (HOU) Kljestan (ORL) Hayes (DAL) Moralez (NYC) Almirón (ATL)  | Vela (LAFC) Quintero (MIN)                       | Bendik (ORL) Cannon (DAL) Price (COL) Dos Santos (LAG) Roldan (SEA) Kaku (RBNY) Wright-Phillips (RBNY)    | Patrick Vieira (NYC)    | [ 15 ]            |
| 8                 | Sanchez (CHI)      | Hedges (DAL) Mabiala (POR) Dielna (NER)                         | Piatti (MTL) Croizet (SKC) Alonso (SEA) Almirón (ATL)                  | Quioto (HOU) Russell (SKC) Mueller (ORL)         | Maurer (DAL) Medranda (SKC) Blanco (POR) McCarty (CHI) Rusnák (RSL) Yotún (ORL) Vela (LAFC)               | Giovanni Savarese (POR) | [ 16 ]            |
| 9                 | Shuttleworth (MIN) | Sweat (NYC) Ciman (LAFC) Dielna (NER)                           | Almirón (ATL) Yotún (ORL) Dockal (PHI) Kaku (RBNY) Davies (VAN)        | Villa (NYC) Wright-Phillips (RBNY)               | Bono (TOR) Farrell (NER) Ibson (MIN) Kratz (ATL) Barco (ATL) Grella (CLB) Meram (ORL)                     | Jason Kreis (ORL)       | [ 17 ]            |
| 10                | Shuttleworth (MIN) | Abubakar (CLB) Calvo (MIN) Parker (RBNY)                        | Piatti (MTL) Kaku (RBNY) Yotún (ORL) Kaku (RBNY) Adams (RBNY)          | Sallói (SKC) Jackson-Hamel (MTL) Giovinco (TOR)  | Bush (MTL) Valenzuela (CLB) Kljestan (ORL) Valeri (POR) Almirón (ATL) Quioto (HOU) Urruti (DAL)           | Jesse Marsch (RBNY)     | [ 18 ]            |
| 11                | Melia (SKC)        | Watson (VAN) Parker (RBNY) Svensson (SEA)                       | Diaz (DAL) Kaye (LAFC) Rusnák (RSL) Sánchez (SKC) Penilla (NER)        | Zardes (CLB) Bunbury (NER)                       | Steffen (CLB) Ciman (LAFC) Opara (SKC) Bedoya (PHI) Larentowicz (ATL) Blanco (POR) Wondolowshi (SJ)       | Gregg Berhalter (CLB)   | [ 19 ]            |
| 12                | Shuttleworth (MIN) | Matarrita (NYC) Mensah (CLB) Murillo (RBNY)                     | Telfer (TFC) Durkin (DC) Dočkal (PHI) Kaku (RBNY)                      | Wright-Phillips (RBNY) Villa (NYC) Elis (HOU)    | Meara (RBNY) Long (RBNY) Paredes (POR) Chara (POR) Moralez (NYC) L. Acosta (DC) Epps (PHI)                | Jesse Marsch (RBNY)     | [ 20 ]            |
| 13                | González (DAL)     | D. Acosta (RSL) McKenzie (PHI) Fuenmayor (HOU) Williams (CLB)   | Ibarra (MIN) Artur (CLB) Penilla (NER)                                 | Techera (VAN) Armenteros (POR) Elis (HOU)        | Melia (SKC) McLain (CHI) Parker (RBNY) Silva (RSL) Arriola (DC) Alessandrini (LAG) Gordon (CHI)           | Wilmer Cabrera (HOU)    | [ 21 ]            |
| 14                | Turner (NE)        | D. Acosta (RSL) Hollingshead (DAL) Zusi (SKC)                   | Díaz (DAL) Almirón (ATL) Higuaín (CLB) Vargas (MTL)                    | Tajouri-Shradi (NYC) Martínez (ATL) Bunbury (NE) | Rimando (RSL) Glad (RSL) Ibeagha (NYC) Ilie (SKC) Dočkal (PHI) Reyna (VAN) Gordon (CHI)                   | Mike Petke (RSL)        | [ 22 ]            |
| 15                | Guzan (ATL)        | Opara (SKC) Kappelhof (CHI) Afful (CLB)                         | Davies (VAN) Martínez (HOU) Lodeiro (SEA) Moralez (NYC) Osorio (TOR)   | Diomandé (LAFC) Ibrahimović (LAG)                | Melia (SKC) Skjelvik (LAG) Mabiala (POR) Callens (NYC) Felipe (VAN) Díaz (DAL) Wondolowski (SJ)           | Greg Vanney (TOR)       | [ 23 ]            |
| 16                | Bush (MTL)         | Kutler (NY) Parkhurst (ATL) Hagglund (TOR) Smith (COL)          | Fagúndez (NE) Katai (CHI) Larentowicz (ATL) Asad (DC)                  | Piatti (MTL) Hoesen (SJ)                         | Frei (SEA) Parker (NY) Fanni (MTL) Muyl (NY) Arriola (DC) Penilla (NE) Martínez (ATL)                     | Gerardo Martino (ATL)   | [ 24 ]            |
| 17                | Attinella (POR)    | Ciman (LAFC) Long (NY) McKenzie (PHI)                           | Dočkal (PHI) Piette (MTL) Adams (NY) Gashi (COL)                       | Sallói (SKC) Berget (NYC) Katai (CHI)            | Tarbell (SJ) Sweat (NYC) Bronico (CHI) Gressel (ATL) Kaku (NY) Rusnák (RSL) Manotas (HOU)                 | Jesse Marsch (NY)       | [ 25 ]            |
| 18                | Robles (NY)        | Mabiala (POR) Hedges (DAL) Smith (COL) Camacho (MTL)            | Almirón (ATL) Valeri (POR) Sosa (CLB)                                  | Diomande (LAFC) Ibrahimović (LAG) Katai (CHI)    | Howard (COL) Lawrence (NY) McCarty (CHI) Lodeiro (SEA) Penilla (NE) Blessing (LAFC) Wondolowski (SJ)      | Rémi Garde (MTL)        | [ 26 ]            |
| 19                | Frei (SEA)         | Senderos (HOU) González Pírez (ATL) Chanot (NYC)                | Taïder (MTL) Savarino (RSL) Kaye (LAFC) Valeri (POR)                   | Armenteros (POR) Diomande (LAFC) Quintero (MIN)  | Miller (LAFC) Fanni (MTL) Glad (RSL) Akindele (DAL) K. Kamara (VAN) Ibrahimović (LAG) Martínez (ATL)      | Mike Petke (RSL)        | [ 27 ]            |
| 20                | Johnson (NYC)      | Callens (NYC) Ziegler (DAL) Ford (COL)                          | Piatti (MTL) Rzatkowski (NY) Chará (POR) Arriola (DC) Pontius (LAG)    | Quintero (MIN) Dwyer (ORL)                       | Miller (LAFC) Nouhou (SEA) Stieber (DC) Medina (NYC) Lewis (NYC) Alessandrini (LAG) Burke (PHI)           | Domènec Torrent (NYC)   | [ 28 ]            |
| 21                | Shuttleworth (MIN) | Ciani (LAG) Kim (SEA) Fanni (MTL)                               | Piatti (MTL) Osorio (TOR) Trapp (CLB) Lodeiro (SEA)                    | Quintero (MIN) Martínez (ATL) Ramirez (MIN)      | Willis (HOU) Kallman (MIN) Parker (NY) Roldan (SEA) Davis (NY) Ibarra (MIN) Alessandrini (LAG)            | Adrian Heath (MIN)      | [ 29 ]            |
| 22                | Frei (SEA)         | Afful (CLB) Mavinga (TOR) Kim (SEA)                             | Barrios (DAL) Giovinco (TOR) Dočkal (PHI) Canouse (DC) Davies (VAN)    | Ibrahimović (LAG) J. Martínez (ATL)              | Johnson (NYC) Kashia (SJ) Hedges (DAL) Moralez (NYC) Mullins (CLB) Wright-Phillips (NY) Adi (POR)         | Brian Schmetzer (SEA)   | [ 30 ]            |
| 23                | Bush (MTL)         | Castillo (COL) Kashia (SJ) Opara (SKC)                          | Plata (RSL) Kreilach (RSL) Alonso (SEA) Adams (NY)                     | Vako (SJ) J. Martínez (ATL) Giovinco (TOR)       | Attinella (POR) Parker (NY) Larentowicz (ATL) Busio (SKC) L. Acosta (DC) Valeri (POR) Royer (NY)          | Mikael Stahre (SJ)      | [ 31 ]            |
| 24                | Marinovic (VAN)    | Besler (SKC) Elliott (PHI) Marshall (SEA)                       | L. Acosta (DC) K. Acosta (COL) Adams (NY) Lodeiro (SEA)                | Tajouri-Shradi (NYC) Zardes (CLB) Rooney (DC)    | Howard (COL) Bush (MTL) Boxall (MIN) Valenzuela (CLB) Rosell (ORL) Ilie (SKC) Higuaín (CLB)               | Jim Curtin (PHI)        | [ 32 ]            |
| 25                | Miller (LAFC)      | Lovitz (MTL) Elliott (PHI) Marshall (SEA)                       | L. Acosta (DC) Rusnák (RSL) Aránguiz (DAL) Canouse (DC) Lodeiro (SEA)  | Rubio (SKC) Savarino (RSL)                       | Putna (RSL) Waston (VAN) Castillo (COL) Bedoya (PHI) Royer (NY) Villalba (ATL) Ramirez (LAFC)             | Ben Olsen (DC)          | [ 33 ]            |
| 26                | Blake (PHI)        | Sinovic (SKC) Ibeagha (NYC) Kim (SEA) Lawrence (NY)             | Reyna (VAN) Kaku (NY) Bradley (TOR)                                    | Savarino (RSL) J. Martínez (ATL) Giovinco (TOR)  | Melia (SKC) Elliott (PHI) Alonso (SEA) Russell (SKC) Baird (RSL) Burke (PHI) Nikolić (CHI)                | Greg Vanney (TOR)       | [ 34 ]            |
| 27                | Hamid (DC)         | B. Smith (SEA) Fanni (MTL) Afful (CLB)                          | Rusnák (RSL) Vako (SJ) Alonso (SEA) L. Acosta (DC)                     | Vela (LAFC) Kreilach (RSL) Savarino (RSL)        | Miller (LAFC) Arriola (DC) Chará (POR) Reyna (VAN) Meram (CLB) Piatti (MTL) Sapong (PHI)                  | Rémi Garde (MTL)        | [ 35 ]            |
| 28                | Melia (SKC)        | Sinovic (SKC) Birnbaum (DC) Anibaba (NE) Valentin (POR)         | Blanco (POR) Sands (NYC) Gutiérrez (SKC)                               | Wright (NE) Villa (NYC) Ebobisse (POR)           | Knighton (NE) Hamid (DC) Howard (COL) Rosell (ORL) Canouse (DC) Chará (POR) Valeri (POR)                  | Giovanni Savarese (POR) | [ 36 ]            |
| 29                | Miller (LAFC)      | Lovitz (MTL) Mensah (CLB) Gressel (ATL)                         | Piatti (MTL) Almirón (ATL) L. Acosta (DC) Elis (HOU)                   | Gerso (SKC) Wright-Phillips (NY) Ruidíaz (SEA)   | Frei (SEA) Opara (SKC) Leerdam (SEA) González Pírez (ATL) Osorio (TOR) Silva (MTL) Nikolić (CHI)          | Rémi Garde (MTL)        | [ 37 ]            |
| 30                | McCarthy (PHI)     | Zimmerman (LAFC) Trusty (PHI) Gressel (ATL)                     | Almirón (ATL) Quintero (MIN) Higuaín (CLB) Urruti (DAL)                | R. Ibarra (MIN) O. Kamara (LAG) Simpson (PHI)    | Rimando (RSL) Spector (ORL) Polo (POR) Hansen (CLB) Villalba (ATL) Wright-Phillips (NY) J. Martínez (ATL) | Jim Curtin (PHI)        | [ 38 ]            |